# 낭성 신장질환
낭성 신장질환(Cystic kidney disease)은 신장에 물혹이 생긴 상태를 말한다. 단순 낭종에서 악성 낭종까지 4단계로 분류된다. 

## 원인
낭종이 발달하기 알맞은 부위는 신장 세뇨관이다. 수 밀리미터 정도 성장한후 낭포는 모세관에서 분리된다. 이러한 분리는 세관 상피의 과도한 증식이나 과도한 체액 분비로 인해 발생한다.  